# 光明王
《光明王》（英語：Lord of Light）是罗杰·泽拉兹尼于1967年出版的一部史诗级的科幻、奇幻小说。

## 劇情
《光明王》讲述了在成为人类殖民地的一个星球上，一些人垄断了技术并自居为神，而主人公山姆（Sam）反抗其统治的故事。小说的特点是有意的大量运用印度教/佛教的传说和象征，而主人公山姆则有佛陀的象征意味。

## 評價
《光明王》在1968年获得雨果奖最佳小说奖，并在同年的星云奖评选中获得最佳小说奖提名。

## 外部連結
- The Complete Lord of Light Site:  Jack Kirby's production designs, Barry Geller's synopsis of the screenplay, The True CIA story, and of course the entire Roger Zelazny pages (via archive.org)
- Lord of Light（页面存档备份，存于） at Worlds Without End